# E17 (Maleisië)

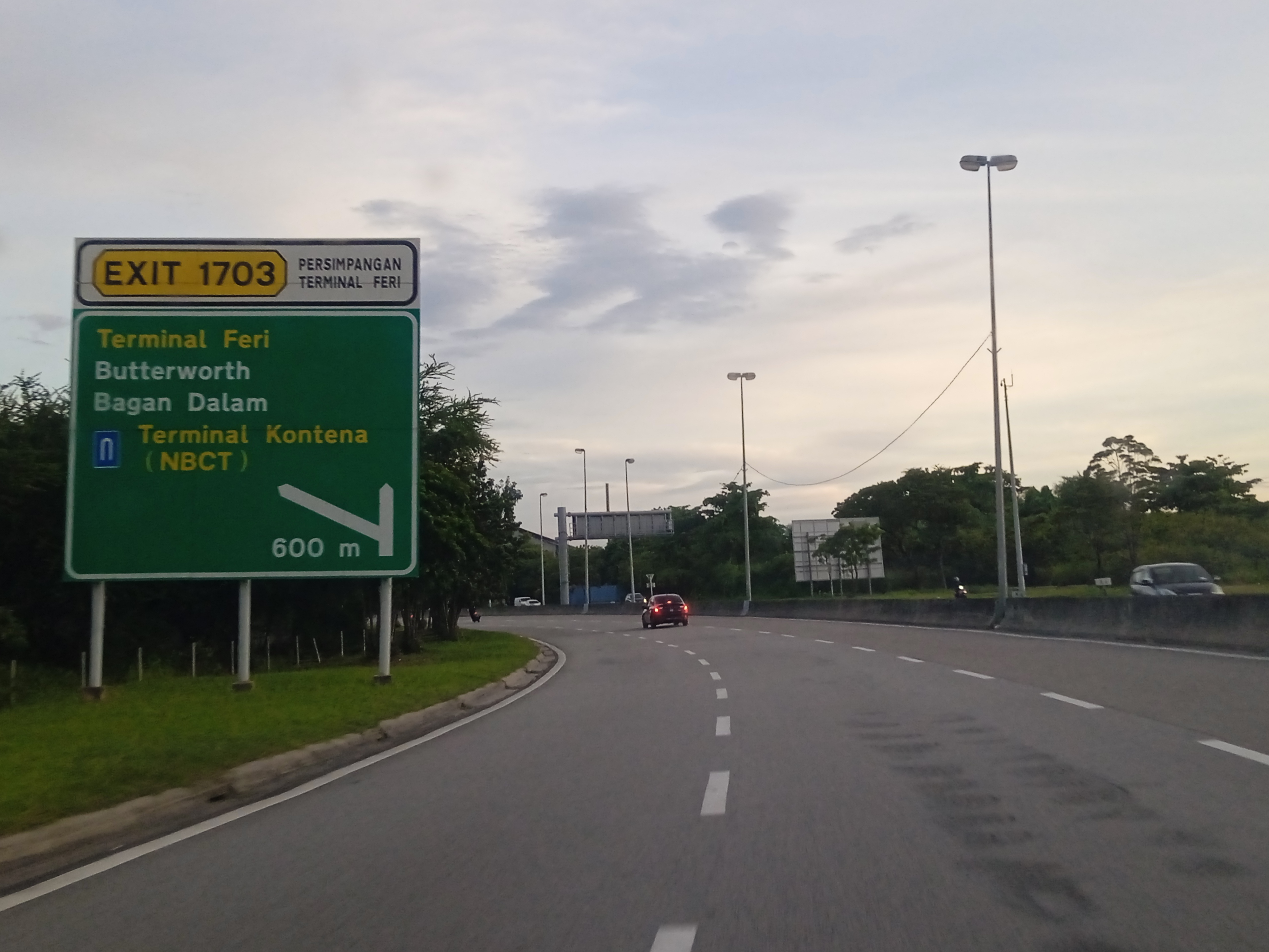
De E17

De E17 of Lebuhraya Lingkaran Luar Butterworth (Butterworth Outer Ring Road (BORR)) is een autosnelweg in Maleisië. De snelweg is 14 kilometer lang en vormt een ringweg om Butterworth. De E17 werd afgewerkt in 2005.
E1 ·
E2 ·
E3 ·
E4 ·
E5 ·
E6 ·
E7 ·
E8 ·
E9 ·
E10 ·
E11 ·
E12 ·
E13 ·
E14 ·
E15 ·
E16 ·
E17 ·
E18 ·
E19 ·
E20 ·
E21 ·
E22 ·
E23 ·
E24 ·
E25 ·
E26 ·
E27 ·
E28 ·
E29 ·
E30 ·
E31 ·
E32 ·
E33 ·
E35 ·
E36 ·
E37 ·
E38 ·
E39 ·